# Super (empresa)
Super (anteriormente Supercanal-Arlink) es una prestadora de televisión por cable, IPTV y televisión por suscripción mediante MIO+. 

## Historia
La empresa se fundó en la década de 1980 gracias a la familia Vila en Mendoza. Desde ese entonces, comenzó a operar oficialmente en 1985 como Aconcagua Televisión. Actualmente el servicio opera en más de 10 provincias argentinas.
Su expansión en Argentina se iniciaba a partir de 1996 llamando Supercanal, con un proceso de adquisiciones de diversas empresas de TV Cable.
En 2018, el fondo de inversiones ICondor (Inversiones Condor) compró Supercanal por parte del empresario (creador de la desaparecida Movicom) Carlos Joost Newbery.
El 5 de octubre de 2021 renueva su imagen corporativa y Supercanal cambió de nombre a Super, con la iniciativa de impulsar inversiones de 30 millones de dólares.

## Cobertura
Actualmente, la empresa consolida una red de comunicaciones de más de 22 784 km, cubriendo gran parte del territorio nacional: Catamarca, Tucumán, La Rioja, Santiago del Estero (a través de Tele Imagen Codificada), San Juan, San Luis, Mendoza, Santa Fe, Córdoba, Chubut, Neuquén, Río Negro, Santa Cruz y Tierra del Fuego.
Super es el segundo MSO (Multiple System Operator) de la Argentina y el principal operador de TV por cable del interior del país.

## Logotipos

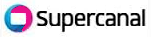
2009-2016
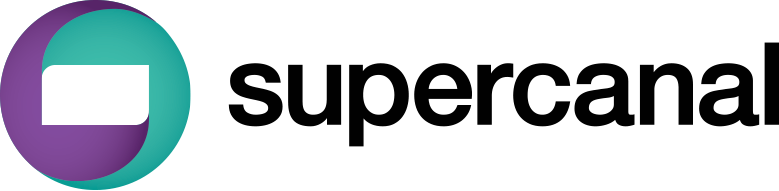
2016-2021
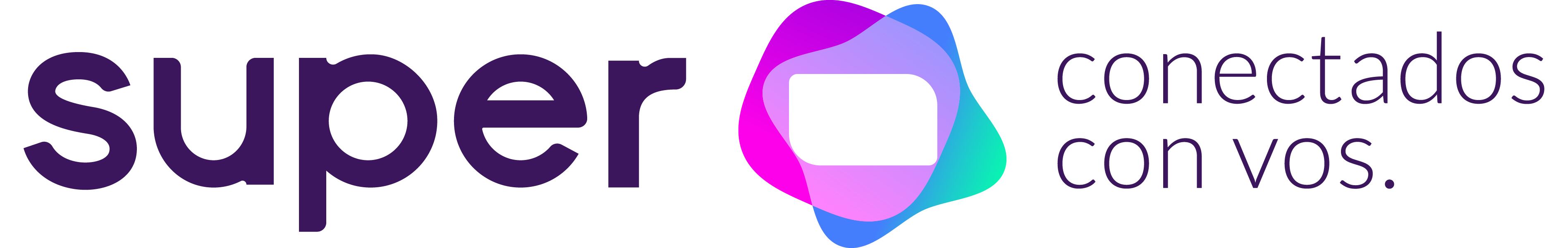
Desde 2021

## Servicios

### Super Clásico
Cuenta con una programación diaria con canales de cine, series, infantiles, deportes, documentales, música, gastronomía, internacionales y más, en calidad estándar SDTV.

### Super HD
Super HD ofrece, además de los canales de la grilla, canales de audio, radios, canales locales y canales premium. Además, ofrece imágenes de alta resolución y tecnología Dolby Digital con sonido envolvente Dolby 5.1 Surround.

### Super (Internet)
Ofrece servicios de internet residencial mediante fibra óptica, con planes de 50Mb, 100Mb y 300Mb.

### Arlink Negocios
Es el servicio de Internet + Datos, especialmente desarrollado para pequeñas y medianas empresas, posee servicio técnico exclusivo y atención al cliente especializado.
Además, el cliente puede contratar: Acceso Dedicado y Red Privada Virtual (VPN).